# Avatar: Put vode
Avatar: Put vode američki je znanstvenofantastični film iz 2022. godine čiji je scenarist i redatelj James Cameron. U glavnim su ulogama Sam Worthington, Zoe Saldaña, Sigourney Weaver, Stephen Lang i Kate Winslet.

## Uloge
- Sam Worthington kao Jake Sully
- Zoe Saldaña kao Neytiri
- Sigourney Weaver kao Kiri
- Stephen Lang kao Miles Quaritch
- Kate Winslet kao Ronal
- Cliff Curtis kao Tonowari
- Joel David Moore kao Norm Spellman

## Vanjske poveznice
- Avatar: Put vode u internetskoj bazi filmova IMDb-a